# Елпенор
Елпенор (грец. Ελπήνωρ) — один із супутників Одіссея.
Під час перебування Одіссея в чарівниці Кірки вона обернула Е. на вепра. Повернувшися знову до людської подоби, п'яний Е. заснув на даху палацу, звідки впав і зламав собі шию. Згодом, коли Одіссей зустрів його в Аїді, Е. просив, щоб його тіло було поховане. Повернувшись на острів Кірки, Одіссей виконав прохання Е.